# Ipomoea horsfalliae
Ipomoea horsfalliae är en vindeväxtart som beskrevs av William Jackson Hooker. Ipomoea horsfalliae ingår i släktet praktvindor, och familjen vindeväxter. Inga underarter finns listade i Catalogue of Life.

## Bildgalleri

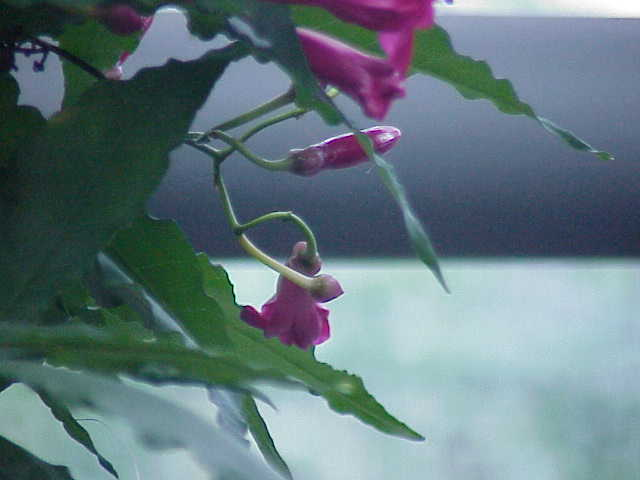
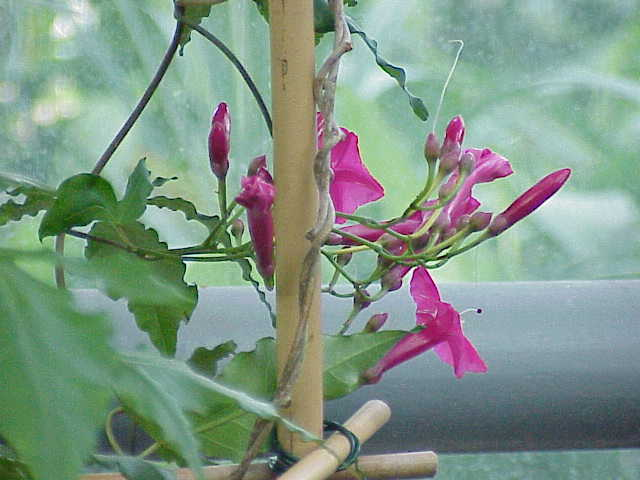
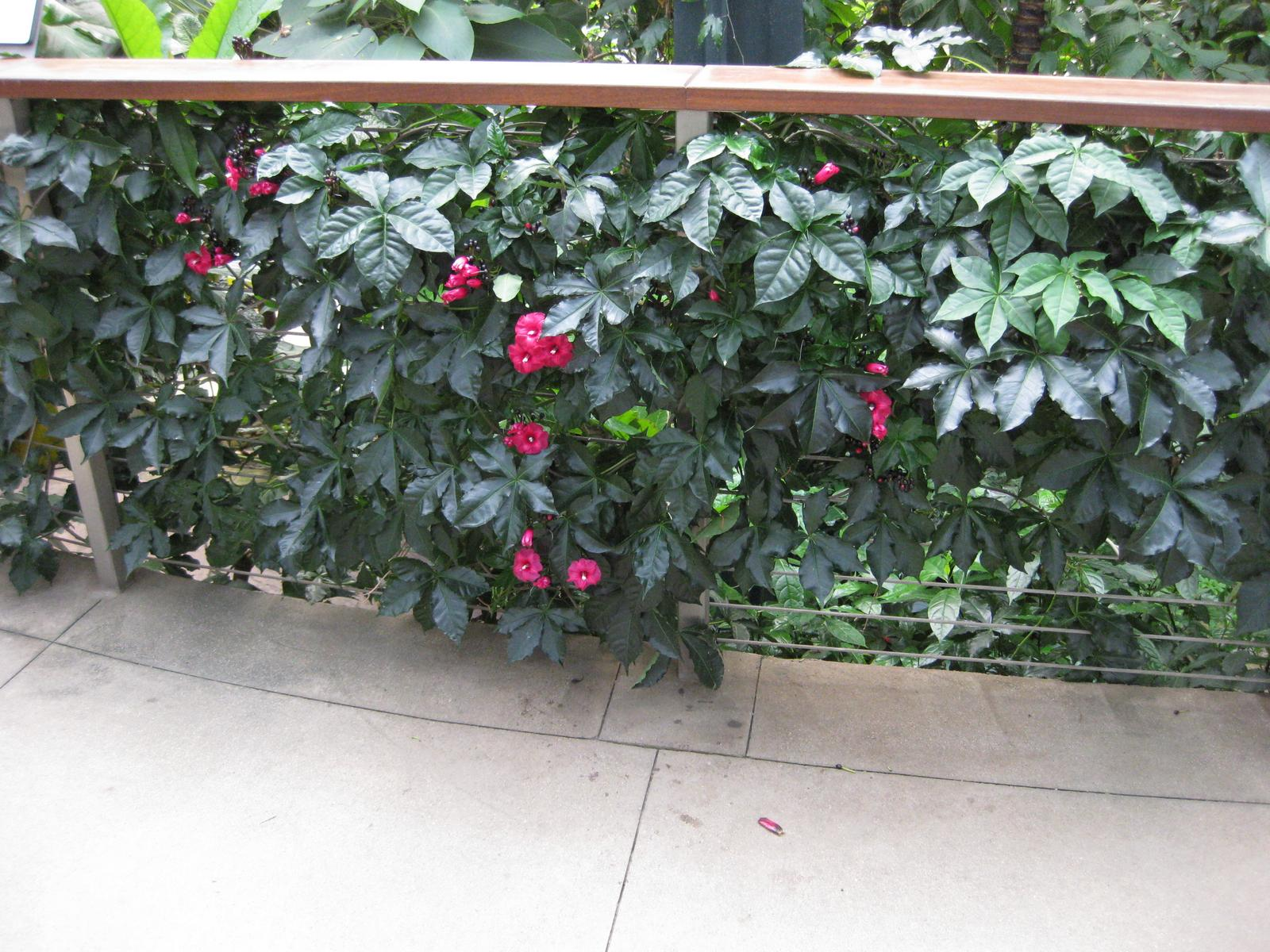
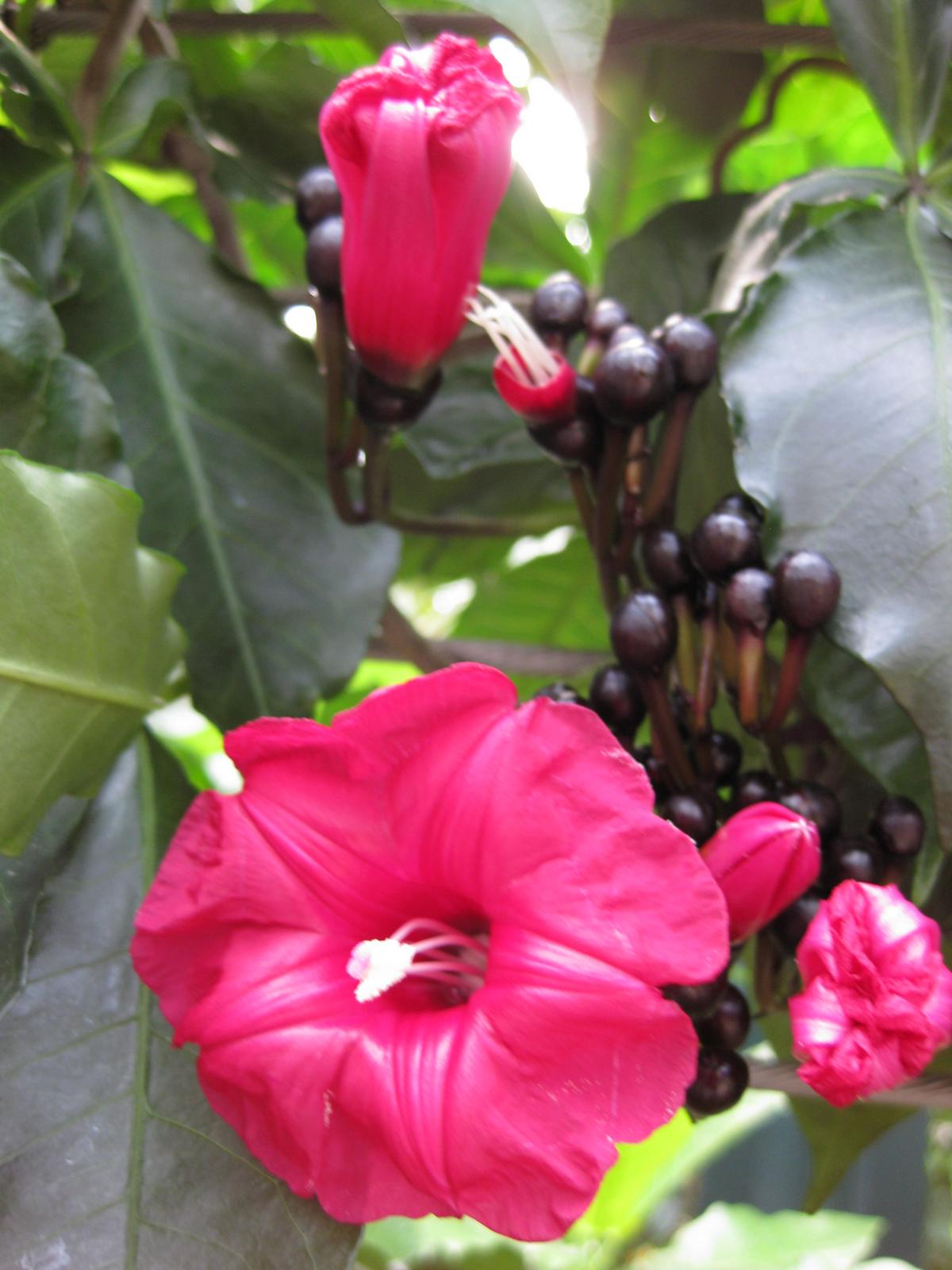
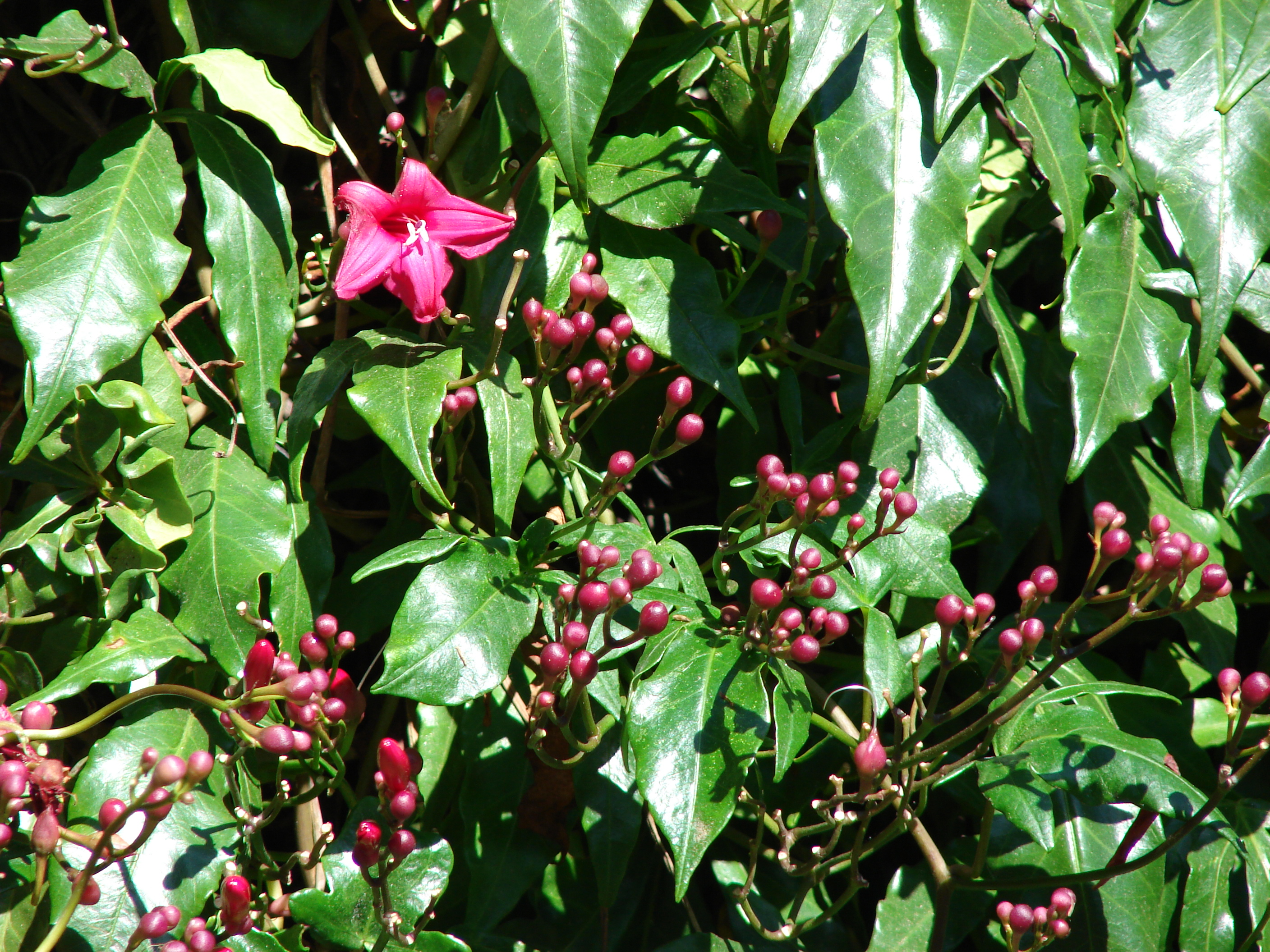
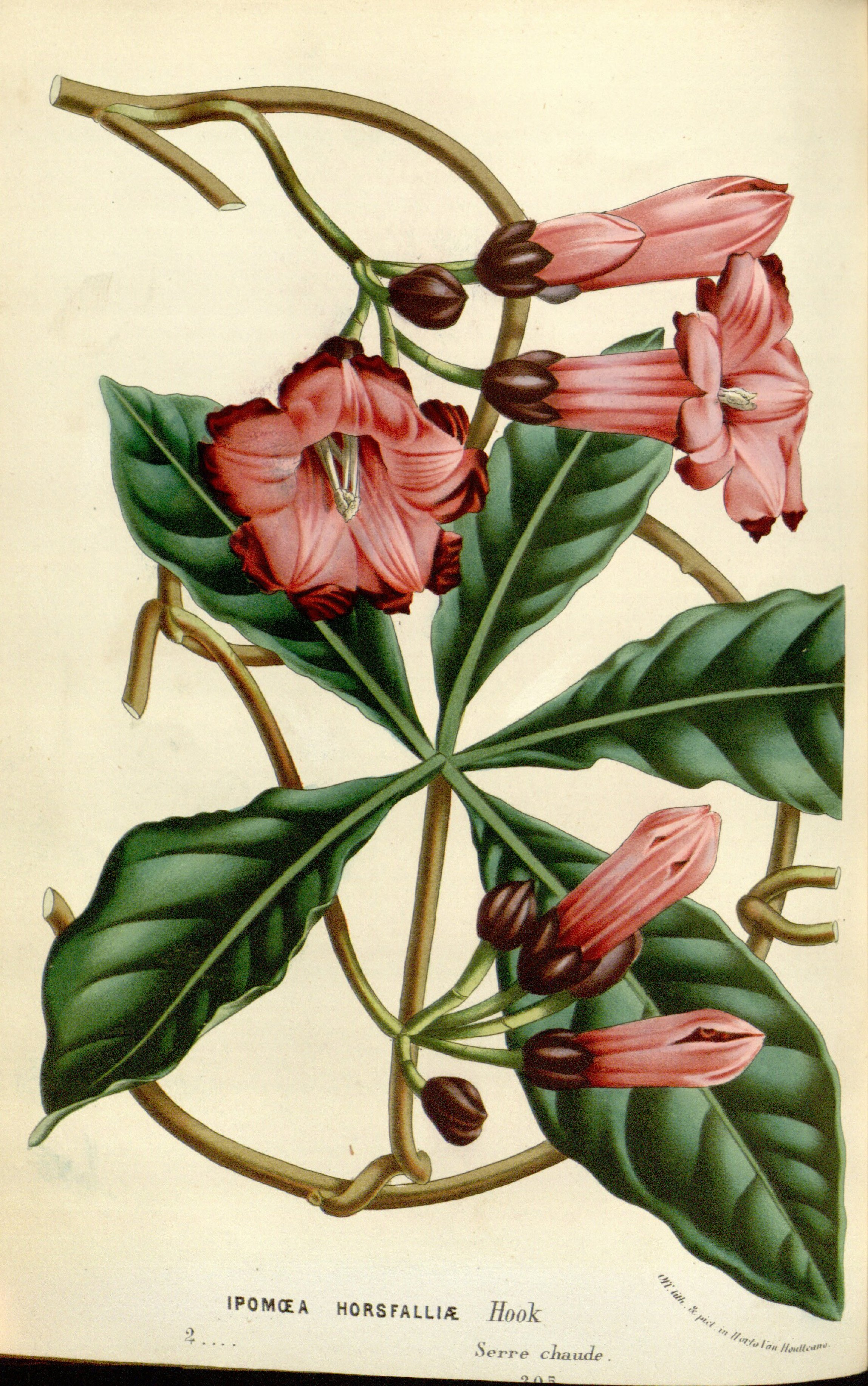